# Volčji Grad
Volčji Grad je naselje v Občini Komen.
V bližini Volčjega Gradu je veliko prazgodovinsko gradišče Debela griža (imenovano tudi sv. Mihael, nadmorska višina 275 m), z dobro ohranjenim kamnitim obzidjem. Med prvo svetovno vojno je bilo območje Debele griže vključeno v Avstrijsko obrambno linijo, kot izpostavljen del obrambe kraškega odseka Soške fronte.
V vasi je aktivno Društvo Debela Griža, ki skrbi za ohranjanje kulturne in naravne dediščine.